# برگزیدن قائم‌مقام رهبر جمهوری اسلامی ایران (۱۳۶۴)
برگزیدن قائم‌مقام رهبر جمهوری اسلامی ایران (۱۳۶۴) در جلسه‌ای فوق‌العادهٔ مجلس خبرگان رهبری در ۲۵ تیر ۱۳۶۴ برگزار شد و  حسینعلی منتظری به عنوان قائم‌مقام رهبر جمهوری اسلامی ایران انتخاب شد، اما این موضوع به صورت پوشیده ماند تا اینکه در آبان ماه همان سال توسط هادی باریک‌بین در نماز جمعه قزوین برهمگان آشکار شد. سپس وی در فروردین ۱۳۶۸ از مقام خویش استعفا نمود یا  خمینی وی را برکنار نمود، و در ۱۴ خرداد ۱۳۶۸، مجلس خبرگان با قریب به اتفاق آرا استعفا و برکناری وی را تأیید نمود.
قائم‌مقامی رهبری در قانون اساسی ایران ذکر نشده بوده است.
حسینعلی منتظری، پس از پیروزی انقلاب به ریاست مجلس خبرگان قانون اساسی رسید و اصل ولایت فقیه به پیشنهاد وی وارد قانون اساسی ایران شد. وی در این خصوص نیز کتابی به نام ولایت فقیه را به رشته تحریر درآورده بود.  منتظری را در سال ۱۳۶۴ مجلس خبرگان رهبری به قائم‌مقامی ولی فقیه انتخاب کرده بودند.
سرانجام در فروردین ۱۳۶۸ از مقام خود استعفا داد. گرچه به نقل از خبرگزاری فارس، منتظری توسط سید روح‌الله خمینی از مقامش عزل شد. این برکناری به دنبال اعتراض حسینعلی منتظری به اعدام های زندانیان سیاسی تابستان سال ۱۳۶۷ صورت گرفته بود. سه ماه پس از برکنار  منتظری از قائم‌مقامی،  خمینی در ۱۳ خرداد ۱۳۶۸ درگذشت.
سرانجام در جلسه ۱۴ خرداد ۱۳۶۸ مجلس خبرگان رهبری به ریاست هاشمی رفسنجانی، نخست با قریب به اتفاق رأی‌ها استعفای  منتظری را پذیرفت و برکناری وی را رسما اعلام نمود، و سپس  سید علی خامنه‌ای به عنوان رهبر موقت و پس از همه‌پرسی بازنگری در قانون اساسی به رهبری دائم جمهوری اسلامی ایران برگزیده شد.  منتظری تنها فردی است که به قائم‌مقامی رهبر در جمهوری اسلامی ایران رسیده است.

## واکنش سید روح‌الله خمینی
خبرگان رهبری، در همان روز ۲۵ تیر، پس از برگزیدن  منتظری به قائم‌مقامی، به دیدار  سید روح‌الله خمینی رفتند. وی در این سخنرانی هیچ‌گونه صحبتی حتی در حد اشاره، به ماجرای انتخاب منتظری و تأیید این کار نکرد.